# Blacklist (phim truyền hình Thái Lan)
Blacklist (tiếng Thái: Blacklist – นักเรียนลับ บัญชีดำ; RTGS: Blacklist – Nakrian Lap Banchi Dam; lit. Secret Student Blacklist) là một bộ phim truyền hình Thái Lan phát sóng năm 2019 với sự tham gia của Korapat Kirdpan (Nanon), Wachirawit Ruangwiwat (Chimon), Pawat Chittsawangdee (Ohm), Sattabut Laedeke (Drake), Kanaphan Puitrakul (First), Thanatsaran Samthonglai (Frank) và Preeti Barameeanant (Bank).
Bộ phim được đạo diễn bởi Worrawech Danuwong làm và được sản xuất bởi GMMTV và Lasercat Studio. Đây là một trong mười ba dự án phim truyền hình cho năm 2019 được GMMTV giới thiệu trong sự kiện "Wonder Th13teen" vào ngày 5 tháng 11 năm 2018. Bộ phim được phát song vào lúc 21:25 (ICT), Chủ nhật trên GMM 25 và phát lại vào 23:00 (ICT) cùng ngày trên LINE TV, bắt đầu từ ngày 13 tháng 10 năm 2019. Bộ phim kết thúc vào ngày 29 tháng 12 năm 2019.

## Nội dung
Akeanan là một ngôi trường không chỉ nổi tiếng về thành tích giáo dục và thể thao mà còn về những bí mật của nó. Bí ẩn xung quanh sự biến mất của Fah (Ploy Sornarin), một học sinh của trường, đã khiến em trai của cô là Traffic (Korapat Kirdpan) đến học tại Akeanan. Tại Lớp 10/6, anh đã gặp Andrew (Wachirawit Ruangwiwat), Highlight (Pawat Chittsawangdee), Title (Sattabut Laedeke), Jim Bae (Kanaphan Puitrakul) và Bantad (Thanatsaran Samthonglai). Họ đều là thành viên của một nhóm bí mật được gọi là " Blacklist" với mục tiêu là điều tra những sự việc bí ẩn xảy ra trong trường học này. Traffic đã được giáo viên của trường mời tham gia nhóm nói trên.
Ngoài việc tìm hiểu những gì đã xảy ra với Fah, "Blacklist" cũng sẽ khám phá một số bí mật đen tối của Akeanan.

## Diễn viên
Dưới đây là dàn diễn viên của bộ phim:

### Diễn viên chính
- Korapat Kirdpan (Nanon) vai Traffic
- Wachirawit Ruangwiwat (Chimon) vai Andrew
- Pawat Chittsawangdee (Ohm) vai Highlight
- Sattabut Laedeke (Drake) vai Title
- Kanaphan Puitrakul (First) vai Jim Bae
- Thanatsaran Samthonglai (Frank) vai Bantad
- Preeti Barameeanant (Bank) vai thầy Wanpadej

### Diễn viên phụ
- Chanikarn Tangkabodee (Prim) vai Melon
- Pattranite Limpatiyakorn (Love) vai Phukkad
- Benyapa Jeenprasom (View) vai Carrot
- Sureeyaret Yakaret (Prigkhing) vai Orange
- Phatchatorn Tanawat (Ployphat) vai Cupcake
- Kanyarat Ruangrung (Piploy) vai Laila
- Napassakorn Midaim vai Hiệu trưởng Karin
- Wichayanee Pearklin (Gam) vai cô Jinmanee
- Pahun Jiyacharoen (Marc) vai Viking
- Jirakit Kuariyakul (Toptap) vai Dark
- Pumipat Paiboon (Prame) vai Champ
- Thanawat Rattanakitpaisarn (Khaotung) vai Joe
- Praeploy Oree vai Pim
- Chayakorn Jutamat (JJ) vai Bacon

### Khách mời
- Natouch Siripongthon (Fluke) vai Nattee
- Juthapich Inn-Chan (Jamie) vai Kiwi
- Pollawat Manuprasert (Tom) vai bố của Jim Bae
- Chinnapat Kittichaiwarangkul (Flute) vai Jerd
- Ploy Sornarin vai Fah (chị gái của Traffic)
- Papangkorn Lerkchaleampote (Beam) vai Wanpadej (trẻ)
- Tytan Teepprasan vai Pai
- Krittanai Arsalprakit (Nammon) vai Manas

## Nhạc phim
| Tên bài hát | Thể hiện  | Ref.  |
| ----------- | --------- | ----- |
| ปก (Bpok)   | KANGSOMKS | [ 5 ] |